# Студия Вакер
«Студия Вакер» (фр. La Salle Wacker, Studio Wacker) — балетная студия, находившаяся в Париже, в районе площади Клиши по адресу улица Дуэ (фр. Rue de Douai), дом № 69. Была открыта Ольгой Преображенской в 1923 году. Кроме неё здесь на протяжении многих лет также преподавали Виктор Гзовский, Борис Князев, мадам Рузанн, её племянница Нора Кисс, Соланж Шварц, петербургская ученица Преображенской Елизавета Никольская (в 1927—1929 годах) и другие педагоги балета.
До балетной студии здесь были жилые апартаменты Зельды Фицджеральд: кабинет писательницы был переоборудован в балетный зал, а её гардеробная, описанная в романе «Спаси меня, вальс» — в раздевалку для учеников.
По свидетельству Алисы Никитиной, именно здесь в 1928 году Джордж Баланчин за полтора часа поставил для неё и Сержа Лифаря дуэт Аполлона и Терпсихоры перед самой премьерой балета «Аполлон Мусагет»:98.
В студии Вакер занимались как начинающие артисты, так и солисты парижской Оперы и других театров. Среди учеников были Иветт Шовире, Жан Бабиле, Морис Бежар. «Этот зал превратился в нечто вроде балетной Мекки, куда прославленные артисты и скромные ученики стекались со всего мира»:73.
Студия Вакер служила неофициальным центром общения не только парижского, но и международного танцевального сообщества:430 пока здание, в котором она находилась, не было снесено в 1974 году.